# Посёлок совхоза Песковатский
совхоза Пескова́тский — посёлок Грязинского района Липецкой области. Административный центр Грязинского сельсовета.

## География
Расположен на железнодорожной линии Грязи — Тамбов (ост. п. 463 км). Стоит на левом берегу реки Большой Самовец.

## История
Возник в 1920-х годах как центральная усадьба совхоза «Песковатский». Своё название совхоз получил от соседней станции Песковатка (сейчас там находится посёлок Песковатка).
Сегодня имеет официальное название посёлок Совхо́з Пескова́тский.
Центром Грязинского сельсовета стал в конце XX века; до этого центр находился в селе Грязи (ныне часть города Грязи).

## Население
| 2009 | 2010 | 2013 |
| ---- | ---- | ---- |
| 901  | ↗923 | ↗928 |